# The Young Marrieds
The Young Marrieds is een Amerikaanse pornofilm uit 1971. De film werd geregisseerd en geproduceerd door Edward D. Wood Jr. en is waarschijnlijk de laatste film waar hij aan werkte.
Net als Necromania werd The Young Marrieds jarenlang als verloren beschouwd. In 2006 werd een 16 mm versie ontdekt in het Canadese Vancouver. De film werd in 2014 door Alpha Blue Archives uitgegeven op DVD.